# Eva (sång)
Eva är en singel av power metal-bandet Nightwish och var den första med deras nya sångerska Anette Olzon. Singeln släpptes den 25 maj 2007 och finns även med på albumet Dark Passion Play.
Inkomsterna från singeln, som endast släppts på Internet, gick till välgörenhet.